# Hans Achelis

Hans Achelis, kyrkohistoriker i Leipzig

Hans Georg Achelis, född den 16 mars 1865 i Hastedt vid Bremen, död den 25 februari 1937 i Leipzig, var en tysk evangelisk teolog, kyrkohistoriker och arkeolog. Han var son till Ernst Christian Achelis.
Achelis, som var lärjunge till Adolf von Harnack, blev, efter studier i Erlangen, Marburg och Berlin, privatdocent i Göttingen 1893, extra ordinarie professor i Königsberg 1901, i Halle 1907, ordinarie där 1913, i Bonn 1916 och i Leipzig 1918 (som efterträdare till Albert Hauck). År 1929 blev Achelis ledamot av Sächsische Akademie der Wissenschaften. Han blev emeritus 1935.